# Slančji Vrh
Slančji Vrh este o localitate din comuna Sevnica, Slovenia, cu o populație de 38 de locuitori.